# Districtul Su-ngai Padi
Su-ngai Padi (în thailandeză สุไหงปาดี) este un district (Amphoe) din provincia Narathiwat, Thailanda, cu o populație de 54.095 de locuitori și o suprafață de 372,6 km².

## Componență
Districtul este subdivizat în 6 subdistricte (tambon), care sunt subdivizate în 50 de sate (muban).
| Nr. | Nume         | În thailandeză | Sate | Locuitori |  |
| --- | ------------ | -------------- | ---- | --------- |  |
| 1.  | Paluru       | ปะลุรู           | 8    | 17,046    |  |
| 2.  | Su-ngai Padi | สุไหงปาดี        | 12   | 7,991     |  |
| 3.  | To Deng      | โต๊ะเด็ง         | 5    | 6,912     |  |
| 4.  | Sako         | สากอ           | 12   | 10,048    |  |
| 5.  | Riko         | ริโก๋            | 7    | 6,789     |  |
| 6.  | Kawa         | กาวะ           | 6    | 5,309     |  |